# Magyarország védett növényfajainak törvényi védelme
A hazánkban történő, természetvédelemmel kapcsolatos tevékenységek előtörténete az 1800-as években kezdődött és egészen a már nevében és tartalmában is természetvédelminek tekinthető, 1935-ben megalkotott erdő- és természetvédelmi törvényig tartott. Ezen időszakra az ornitológusok, botanikusok, erdészek és geológusok, valamint azon személyek tevékenysége jellemző, akik mély elhivatottságot éreztek a természetvédelemmel kapcsolatosan.
Sok esetben épp ezen személyek hívták fel a figyelmet az állami szerveknél munkálkodva, vagy cikkeiken keresztül a társadalom természetet kedvelő tagjainak körében az egy-egy fajjal vagy élőhellyel kapcsolatos problémákra. Sajnos sok esetben ezek nem találtak meghallgatásra.

## A természetvédelem története
Az 1900-as évek kezdetén Kaán Károly munkássága úttörőnek nevezhető. Az 1909-ben kiadott „A természeti emlékek fenntartása” majd már az MTA megbízására 1926-ban összeállított „Természetvédelem és természeti emlékek” című művei az akkori hazai természetvédelem problémáit tartalmazta, illetve elemezte.
Az 1935-ös évig több törvény született a természetvédelemmel kapcsolatosan, de ezek inkább ornitológiai valamint vadászati (1883) és halászati (1888) jellegűek voltak. Sorsforduló a természetvédelem történelmében az 1939-es év, hiszen ebben az évben jelölték ki hazánkban az első védett területet. Vagyis a debreceni Nagyerdő egy részének védetté nyilvánításával kezdetét vette hazánkban a gyakorlati természetvédelem.
A második világháborúig Magyarország jelenlegi területén összesen 240 természetvédelmi területet jelöltek ki, ám a háború derékba törte az ígéretesnek induló folyamatot.
Az 1950-es években, az Országos Természetvédelmi Tanács megalakulásával újult erővel indult meg a munka, s egyre gyarapodott a ritka és értékes, védetté nyilvánított termőhelyek száma.
A korszakot az 1961-es, természetvédelemről szóló törvényerejű rendelet zárta le. Ebben az évben hazánkban a védett területek kiterjedése megközelítette a 13 ezer hektárt, amely az ország területének még csak kevesebb mint két ezreléke.
A magyar botanikus szakemberek az 1970-es években megkezdték az országban fellehető ritka és veszélyeztetett növényfajok összeírását és rangsorolását. Már akkor látták, hogy milyen fontos a hazai flórában fellelhető veszélyeztetett fajok szempontjából a jogi védettség.
Ebben az évben Csapody István és Szodfridt István összeállított egy listát, amelyben 70 hazai növénytársulást és a bennük megtalálható növényritkaságokat javasolták védelemre.
1971-ben, hazánkban elsőként védetté nyilvánították a már akkor is veszélyeztetettnek számító volgai héricset (Adonis volgensis Stev.), mai nevén erdélyi héricset (Adonis x hibrida Wolf.), mely máig a magyar flóra egyik legféltettebb faja.
Határainkon túl számos törekvés látott napvilágot a veszélyeztetett növénytársulások és fajok érdekében, ennélfogva a hazai szakemberek is mind komolyabban figyelmeztettek flóránk egyre fokozódó leromlására, erdeink pusztulására és ezek evolúciógenetikai következményeire.
Kovács Margit és Priszter Szaniszló 1977-ben összeállították az első hazai védelmet kívánó fajok és társulások listáját, amelyben 73 jellegzetes növénytársulást és 510 fajt, valamint infraspecifikus taxont javasoltak védetté nyilvánításra.
Az 1982-ben megjelent Csapody István „Védett növényeink” című könyve, amely 20 mohafajt, továbbá 368 védett és 30 fokozottan védett edényes növényt ismertet.
Rakonczay Zoltán létrehozta az első hazai Vörös Könyvet (1989), amely 575 védett edényes fajt tartalmazott, közülük 168 faj volt aktuálisan és közvetlenül veszélyben.
1982-től napjainkig hét olyan hazai rendelkezés illetve rendelet jelent meg, amelyek védett és fokozottan védett növényfajok élőhelyével, a megjelölt taxonokkal kapcsolatos korlátozásokkal, tilalmakkal valamint tartásával, szaporításával és kereskedelmével foglalkozik.
A 13/2001 (V.9) KÖM rendelet a védett és fokozottan védett edényes növényfajok számát 720-ban állapítja meg, melyből 649 védett és 71 fokozottan védett. Ennek értelmében a hazai flóra 29,32%-a védendő. A rendelet melléklete rendszertani csoportosításban tételesen felsorolja a védett fajok tudományos nevét, köznapi elnevezését és természetvédelmi értékét.
Jelenleg az előzőt (13/2001 (V.9) KÖM rendelet) módosító 100/2012. (IX. 28.) VM rendelet van érvényben.

## A védett növényfajok körét érintő hazai jogszabályok
- 1/1982. (III. 15.) OKTH rendelkezés a védett és fokozottan védett növény- és állatfajokról, egyedeik értékéről, a fokozottan védett barlangok körének megállapításáról, valamint egyes védett állatfajokkal kapcsolatos korlátozások és tilalmak alóli felmentésekről.

- 7/1988. (X.1.) KVM rendelet a védett és fokozottan védett növény- és állatfajokról, egyedeik értékéről.[13]

- 12/1993. (III. 31.) KTM rendelet a védett és fokozottan védett növény-és állatfajokról, egyedeik értékéről, a fokozottan védett barlangok körének megállapításáról, valamint egyes védett állatfajokkal kapcsolatos korlátozások és tilalmak alóli felmentésekről szóló 1/1982. (III. 15.) OKTH rendelkezés módosításáról.[14]

- 15/1996. (VII. 26.) KTM rendelet a védett és fokozottan védett növény- és állatfajokról, egyedeik értékéről, a fokozottan védett barlangok körének megállapításáról, valamint egyes védett állatfajokkal kapcsolatos korlátozások és tilalmak alóli felmentésekről szóló 1/1982. (III. 15.) OKTH rendelkezés módosításáról.[15]

- 13/2001. (V. 9.) KöM rendelet a védett és fokozottan védett növény- és állatfajokról, egyedeik értékéről, a fokozottan védett barlangok köréről, valamint az Európai Közösségben természetvédelmi szempontból jelentős növény- és állatfajokról.[16]

- 341/2004. (XII. 22.) Korm. rendelet „az Országos Környezetvédelmi, Természetvédelmi és Vízügyi Főfelügyelőség, az Országos Környezetvédelmi, Természetvédelmi és Vízügyi Főigazgatóság és a környezetvédelmi és vízügyi miniszter irányítása alá tartozó területi szervek feladat- és hatásköréről”.[17]

- 23/2005. (VIII. 31.) KvVM rendelet a védett és a fokozottan védett növény- és állatfajokról, a fokozottan védett barlangok köréről, valamint az Európai Közösségben természetvédelmi szempontból jelentős növény- és állatfajok közzétételéről szóló 13/2001. (V. 9.) KöM rendelet módosításáról.[18]

- 100/2012. (IX. 28.) VM rendelet a védett és a fokozottan védett növény- és állatfajokról, a fokozottan védett barlangok köréről, valamint az Európai Közösségben természetvédelmi szempontból jelentős növény- és állatfajok közzétételéről szóló 13/2001. (V. 9.) KöM rendelet és a növényvédelmi tevékenységről szóló 43/2010. (IV. 23.) FVM rendelet módosításáról.  (2012) „100/2012. (IX. 28.) VM rendelet”. Magyar Közlöny 128..